# Vitālijs Maksimenko
Vitālijs Maksimenko, född 8 december 1990 i Riga, är en lettisk fotbollsspelare.
Maksimenko spelade 51 landskamper för det lettiska landslaget.